# Eutelsat 12 West A
Eutelsat 12 West A (precedentemente chiamato Atlantic Bird 1), è un satellite televisivo del gruppo Eutelsat Communications (Organizzazione Europea di Satelliti per Telecomunicazioni), con sede a Parigi.

## Storia
A partire dal 1º marzo 2012 il gruppo ha adottato una nuova denominazione dell'intera flotta satellitare, tutti i satelliti del gruppo hanno assunto il nome Eutelsat associato alla propria posizione orbitale e ad una lettera che sta ad indicare l'ordine di arrivo in quella posizione, il satellite Atlantic Bird 1 è diventato quindi Eutelsat 12 West A.

## Ricezione
La ricezione del satellite è possibile in Europa, Nordamerica e Sudamerica. La trasmissione avviene in banda Ku.